# 백지원 (정치인)
백지원(1994년 12월 26일 ~ )은 공무원 출신으로 대한민국의 정치인이다.

## 경력
- 2021 : 제20대 대통령 선거 최재형 대통령예비후보 대변인
- 2022 : 제20대 대통령 선거 국민의힘 선거대책본부 상근부대변인
- 2022 : 제20대 대통령 당선인 대변인실
- 2023 : 대한민국 교육부 청년보좌역
- 2025 : 제21대 대통령 선거 나경원 대통령예비후보 대변인
- 2025 : 제21대 대통령 선거 국민의힘 선거대책위원회 대변인

## 저서

### 공저
- 《87체제를 넘어 새로운 대한민국》, 양문출판사(2025) ISBN 9791198670267

## 방송
- 나는 국대다 (2021) - Top16
- 시사IN <정치왜그래> (2022)
- 디지틀조선 <정치너머저편> (2022)
- KBS1 <사사건건> (2022 ~)
- 국회방송 <여심저격> (2023 ~)
- KBS1 <열린토론> (2022, 2024 ~)
- 펜앤드마이크 <백지원의 백발백중> (2022, 2024 ~)
- BBS불교방송 <아침저널> (2024)
- 국회방송 <여의도일타강사> (2024 ~ 2025)
- TV조선 <뉴스트라다무스> (2025 ~)
- TV조선 <류병수의 강펀치> (2025 ~)